# 石田節子
石田 節子（いしだ せつこ、本名：石田節子、1955年4月14日- ）は、東京都出身の日本の着付師、着物スタイリスト、著作家。小山評定ふるさと大使。

## 来歴
大田区立道塚小学校、大田区立御園中学校を経て京橋商業高等学校卒業後、製紙会社、大手保険会社を経てアメリカに憧れ退社。アメリカではヨガと菜食生活の日々を過ごした。
着物とお茶にはまり着付けを習い始めて興味を持ち、時代布池田に入社、池田重子の秘書として教えを受ける。
1991年に独立。着付けに関する書籍の執筆の他、雑誌やCMの着付けを担当、シャープ・アクオスの吉永小百合、フジカラーの樹木希林の着物スタイリングを手掛ける。1996年、日本橋「衣裳らくや」を開設、NHK教育「おしゃれ工房」講師も務めた。
2001年、民族衣裳文化普及協会「きもの普及賞」受賞、民族衣裳文化功労者。
着付師による和服のスタイリストという世間に馴染みのないジャンルを手掛けてきたその生き様が注目され、2005年にテレビ東京系列「ソロモンの王宮」、2007年にはTBS系列「情熱大陸」で特集された。
椎名林檎の着物スタイリストを務める杉山優子、秋月洋子（書家名：秋月李雨）などは石田門下から独立した。
2003年に熱海市に数寄屋造りの自宅を購入。能舞台を作り「鶴亀亭」と名付けて住んでいたが、2010年に養蚕を始めることとなり高崎市に移住。現在は都内在住し日本橋富沢町にて「石田節子呉服店、石田節子流着付け教室」を運営。
2023年9月、熱海市網代に女性専用温泉旅館、きものレンタルショップ、カフェをオープン。

## 著書
- 『ひとりでできるきものの着付けと帯結び』ナツメ社、1998年
- 『はじめてのきものの着付けと帯結び』ナツメ社、2000年
- 『ひとりで着られる小粋なゆかた』日本放送出版協会、2001年
- 『石田節子の着こなし着つけ帯結び きもの12カ月』婦人生活社、2002年
- 『石田節子の着こなし着つけ帯結び』世界文化社、2003年
- 『きものコーディネート きものに強くなる』世界文化社、2003年
- 『石田節子実演きもの着こなし術』世界文化社、2004年
- 『石田節子のきものでおでかけ』阪急コミュニケーションズ、2004年
  - 文庫版：新潮文庫、2007年
- 『石田節子流着付けと帯結び』世界文化社、2006年
- 『美人のしぐさ51のルール』毎日コミュニケーションズ、2007年
  - 文庫版：マイナビ文庫、2016年
- 『季節を楽しむ大人きものコーディネート』主婦と生活社、2008年
- 『あしたの生活 着物がもっと楽しめる 石田節子の着まわしと着付けの鉄則』NHK出版、2013年
- 『いちばんやさしい きものの着付けとお手入れがわかる本』PHP研究所、2014年

## 監修
- 『おうちでできる着物の基本BOOK』マイナビ、2012年
- 『石田節子直伝 きもの着こなし術 今すぐマネできる技が満載』世界文化社、2014年
- 『コツがわかれば簡単! らくらく15分着付け』世界文化社、2015年
- 『着物ことはじめ事典』世界文化社、2015年
  - 文庫版：マイナビ文庫、2020年
- 『石田節子流簡単らくらく! 自分でできる&人に着せる着付け』世界文化社、2017年
- 『5分で結べる! 簡単らくらく半幅帯のお洒落』世界文化社、2018年
- 『8分着付けでらくらく！石田節子流 気軽でお洒落な作り帯』世界文化社、2020年